# Blbec k večeři (film, 1998)
Blbec k večeři (v originále Le Dîner de cons) je francouzský film z roku 1998, který režíroval Francis Veber podle vlastního scénáře a podle vlastní divadelní hry z roku 1993. Jedná se o konverzační komedii, která se odehrává během jednoho večera v pařížském bytě. S více než 9 milióny diváků se v roce 1998 stal druhým nejnavštěvovanějším filmem ve Francii po filmu Titanic. Film byl v roce 2010 zfilmován pod názvem Dinner for Schmucks jako americký remake se Stevem Carellem a Paulem Ruddem v hlavních rolích.

## Děj
Pierre Brochant je vydavatel, který pořádá se svými přáteli pravidelné tzv. večeře blbců, na které zvou lidi, kterým se poté vysmívají. Jednou pozve na večeři úředníka ministerstva financí Françoise Pignona, jehož zálibou je stavba modelů ze zápalek. Avšak Brochant dostane při hraní golfu ischias, nemůže chodit a lékař mu doporučí zůstat doma. Brochantova manželka Christine odchází pryč z bytu, protože nesouhlasí s jeho způsobem zábavy. François Pignon, který se domnívá, že je na večeři pozván, protože chce Brochant vydat knihu s obrazy jeho modelů, mu vypráví o své zálibě. Pak ovšem zatelefonuje Brochantova manželka, že už se k němu nevrátí a opouští ho. Pignon se snaží Brochantovi pomoct, zatelefonuje proto Justovi Leblancovi, bývalému manželovi Christine, jestli není u něj. Ten o ní neví, ale přijede do bytu za Pierrem. Pignon také omylem zavolá Pierrově milence Marlène a ta se rozhodne přijet rovněž. Do bytu se rovněž vrací Christine, kterou Pignon považuje za milenku a tak ji z bytu vystrnadí. Just Leblanc si myslí, že Christine odešla k Pascalovi Meneauxovi, ale neznají jeho adresu. Tu může zjistit Pignon, jehož kolega z práce Lucien Cheval u něj provádí daňovou kontrolu. Přemluví ho proto, aby se spisem zajel k Brochantovi. Brochant s Leblancem nejprve uklidí všechny cenné nezdaněné věci. Když Cheval přijede, zavolají Meneauxovi, ale ten jim řekne, že u něj je pouze manželka jeho daňového kontrolora. Cheval i Leblanc odejdou a mezitím volají z nemocnice, že Christine měla autonehodu a je hospitalizována. Pignon se od Brochantovy milenky dozví pravý důvod, proč byl pozván na večeři. Přesto zavolá do nemocnice a manželce všechno vysvětlí, aby Pierrovi odpustila.

## Obsazení
| Jacques Villeret     | François Pignon    |
| Thierry Lhermitte    | Pierre Brochant    |
| Francis Huster       | Juste Leblanc      |
| Daniel Prévost       | Lucien Cheval      |
| Alexandra Vandernoot | Christine Brochant |
| Catherine Frot       | Marlène Sasseur    |
| Christian Pereira    | doktor Sorbier     |

## Ocenění
Film získal tři ceny César v kategoriích nejlepší scénář (Francis Veber), nejlepší herec (Jacques Villeret) a nejlepší herec ve vedlejší roli (Daniel Prévost). Na další tři kategorie byl nominován: nejlepší film, nejlepší režie (Francis Veber) a nejlepší herečka ve vedlejší roli (Catherine Frot). Film byl dále oceněn Prix Lumière v kategoriích nejlepší scénář (Francis Veber) a nejlepší herec (Jacques Villeret).